# Wilhelm Klute
Wilhelm Klute (* 9. Oktober 1895 in Jerichow; † 19. Mai 1974) (Pseudonym „Bürger“) war ein deutscher politischer Aktivist (NSDAP, DSP) sowie 1957 Kandidat für die DP auf der Landesliste (27/48) Nordrhein-Westfalen.

## Leben
Klute trat zum 29. Juli 1925 der NSDAP bei (Mitgliedsnummer 11.659). Er betätigte sich bis 1932 in der NSDAP, für die er u. a. als Reichsredner auftrat. Beruflich war er bei der IHK Berlin beschäftigt, weswegen er zu Tarnungszwecken – da dort eine NSDAP-Mitgliedschaft offiziell unerwünscht war – den Decknamen „Bürger“ verwendete.
Im Sommer 1932 initiierte Klute zusammen mit Arno Franke die Gründung der Deutschen Sozialistischen Arbeiterpartei, einer Abspaltung von der NSDAP. Die neue Partei, deren Führung die beiden auch übernahmen, war aus Unzufriedenheit von Klute und Franke sowie des von ihnen geführten Flügels der Berliner NSDAP mit dem Kurs der Parteiführung der NSDAP um Adolf Hitler und insbesondere aus Ablehnung der politischen Linie des Berliner Gauleiters Joseph Goebbels gegründet worden. Sie erreichte bis zu ihrer zwangsweisen Auflösung im Frühjahr 1933 eine Mitgliederzahl von 1.500 bis 2.000. Kurt Koszyk charakterisierte das Parteiprofil als "stark nationalistisch" und "antisemitisch". In einer Presseerklärung anlässlich der Gründung der DSP erklärte Klute den versammelten Journalisten, dass die Gründung der neuen Partei "notwendig" geworden sei, weil die "Nationalsozialisten alter Prägung" der Ansicht seien, "daß die NSDAP den Kampf um die Herbeiführung einer Gemeinschaft aller Deutschen" aufgegeben habe. Deshalb werde Hitler das Ziel, "was er sich anfänglich gesetzt habe", nicht erreichen werde. Die Männer der neugegründeten Partei hätten Hitler nicht bloß aus taktischen, sondern auch aus programmatischen Gründen verlassen. Das Programm der NSDAP widerspreche sich in vielen Punkten. Die Deutsche Sozialistische Partei habe in Kontrast hierzu "nun ein klares Programm" herausgearbeitet, "das keinem Menschen und keinem Berufsstand Zugeständnisse" mache. Ziel der DSP sei es, die Massen aufzufangen, die "an die Worte der Führer [der NSDAP] nicht mehr glauben könnten." Kurt von Schleicher, der 1932 an einem Konzept arbeitete, das darauf abzielte, die NSDAP durch Spaltung politisch graduell zu schwächen und sie so letztlich unschädlich zu machen, wurde aufgrund dieser Vorgänge auf Klute aufmerksam, mit dem er in Kontakt trat, um ihn für seine Zwecke einzuspannen. Auch zu Friedrich Wilhelm Heinz unterhielt Klute zu dieser Zeit Kontakte. Am 9. September 1932 wurde Klute aus der NSDAP ausgeschlossen.
In dem knappen Dreivierteljahr, das zwischen der Gründung der DSP und ihrer gewaltsamen Zerschlagung nach dem Machtantritt der Nationalsozialisten im Frühjahr 1933 verging, führte die Partei in Berlin einen Privatkrieg mit der Berliner Gauleitung der NSDAP unter Goebbels um die Gunst den nationalistisch gesinnten Teil der sozialistischen Arbeiterschaft, der Teil des allgemeinen Zerfallprozesses der NSDAP in der zweiten Jahreshälfte 1933 war und sich in eine Anzahl ähnlicher Entwicklungen (rückläufige Mitgliederentwicklung der Parteiarmee SA ab Herbst 1932; Rücktritt des Reichsorganisationsleiters der NSDAP, Gregor Strasser, von seinen Parteiämtern im Dezember 1932; Aufruf des NSDAP-Reichstagsabgeordneten Andreas von Flotow im Januar 1933 die NSDAP als Partei aufzugeben und den Nationalsozialismus in eine „Bewegung“ umzuformen; „Stegmann-Revolte“ der SA in Franken um Wilhelm Stegmann gegen den fränkischen Gauleiter Streicher im Januar 1933 usw.) einreihte. Goebbels notierte zu Klutes Anstrengungen, der NSDAP in Berlin politisch das Wasser abzugraben, in seinem Tagebuch, dass dieser gegen die NS-Partei „revoltiere“ und nannte ihn einen „Renegat[en]“. Außerdem merkte er ihn auf seiner schwarzen Liste vor („Das wird ihm übel bekommen.“)
Im Herbst 1932 wurde Klute Herausgeber der Zeitschrift Der deutsche Weg (Untertitel: Kampfblatt für Deutschen Sozialismus; Ergänzungstitel: Organ der nationalsozialistischen Opposition), die ab dem 9. September 1932 im wöchentlichen Turnus erschien und das offizielle Organ der DSP war. Goebbels bewertete diese Zeitung als "natürlich nur gegen mich [gerichtet]" und reichte mindestens eine Klage gegen sie wegen eines ihn angreifenden Artikels ein.
Die links-liberale Zeitschrift Die Weltbühne stufte den Deutschen Weg als ein Organ ein, das „absolut fascistische [sic!] Gedanken“ vertrete. Die Gruppe um Franke und Klute habe sich, so die Weltbühne „von der Hitlerpartei getrennt, weil sie den Glauben an deren revolutionäre Kraft verloren hat“. Die Führungspersönlichkeiten der DSP charakterisierte die Zeitschrift als „langjährige Funktionäre der NSDAP und SA-Leute“, die „einigen“ Anhang in Berlin und Sachsen hätten.
Nach dem Zweiten Weltkrieg lebte Klute in Dortmund, wo er Inhaber der Firma Wilhelm Klute und Mitinhaber der Firma W. Klute und B. Krüger. Chemisch-Metallurgisches Laboratorium war. Als Berufsbezeichnung führte er den Titel „Sachverständiger und Probenehmer für Erze, Metalle, Altmetalle und Rückstände“. Politisch war er Mitglied der DP und später der CDU. 1957 kandidierte er für die DP erfolglos für den Bundestag.